# Московская улица (Чехов)
Московская улица (Чехов) — одна из центральных улиц города. Улица расположена с запада относительно железнодорожной ветки Курского направления Московской железной дороги, разделяя Центральный район и микрорайон Бадеево (бывшее село Бадеево). Своим названием улица обязана столице Российской Федерации — городу Москве.

## Описание
Улица берет свое начало на пересечении с улицей Пушкина, переходя из Советской улицы и далее уходит в северном, а позднее в северо-восточном направлении. Заканчивается улица в северной части города переходя в Симферопольское шоссе, в месте пересечения производственной однопутной линией железнодорожной ветки. Нумерация домов начинается со стороны Советской улицы. В своей центральной части от улицы Дружбы, до улицы Квартальная Московская улица имеет дублер.
Справа по ходу движения со стороны Советской улицы примыкают Первомайская улица, улица Чехова, улица Дружбы, Квартальная улица, улица Мира, улица Полиграфистов.
Слева по ходу движения со стороны Советской улицы примыкают Колхозная улица, Почтовая улица, Ольховая улица, Московский проезд.
На свет своем протяжении Московская улица является улицей с двусторонним движением.
Почтовый индекс улицы — 142300, 142306.

## Примечательные здания и сооружения

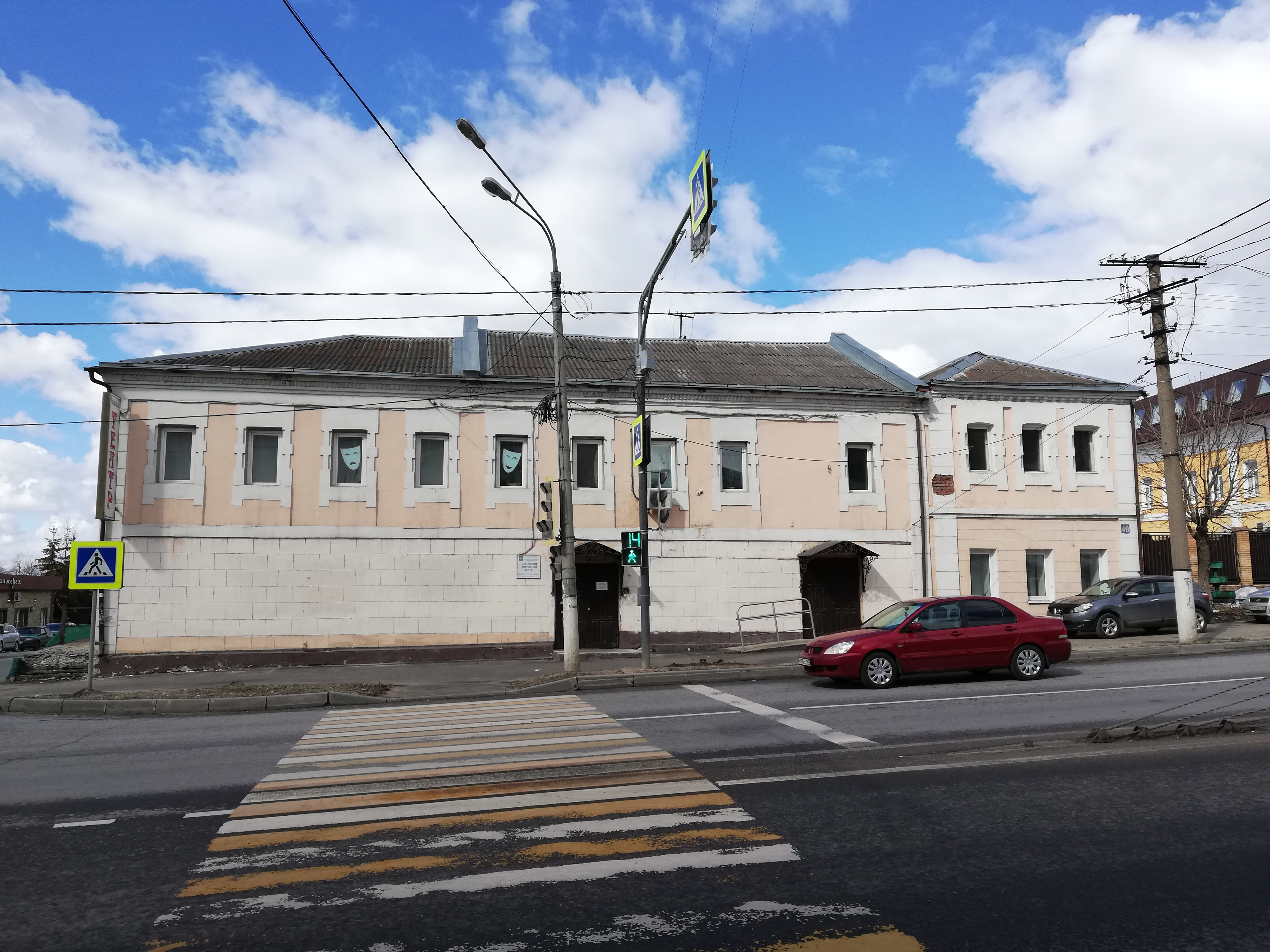
Здание городского театра

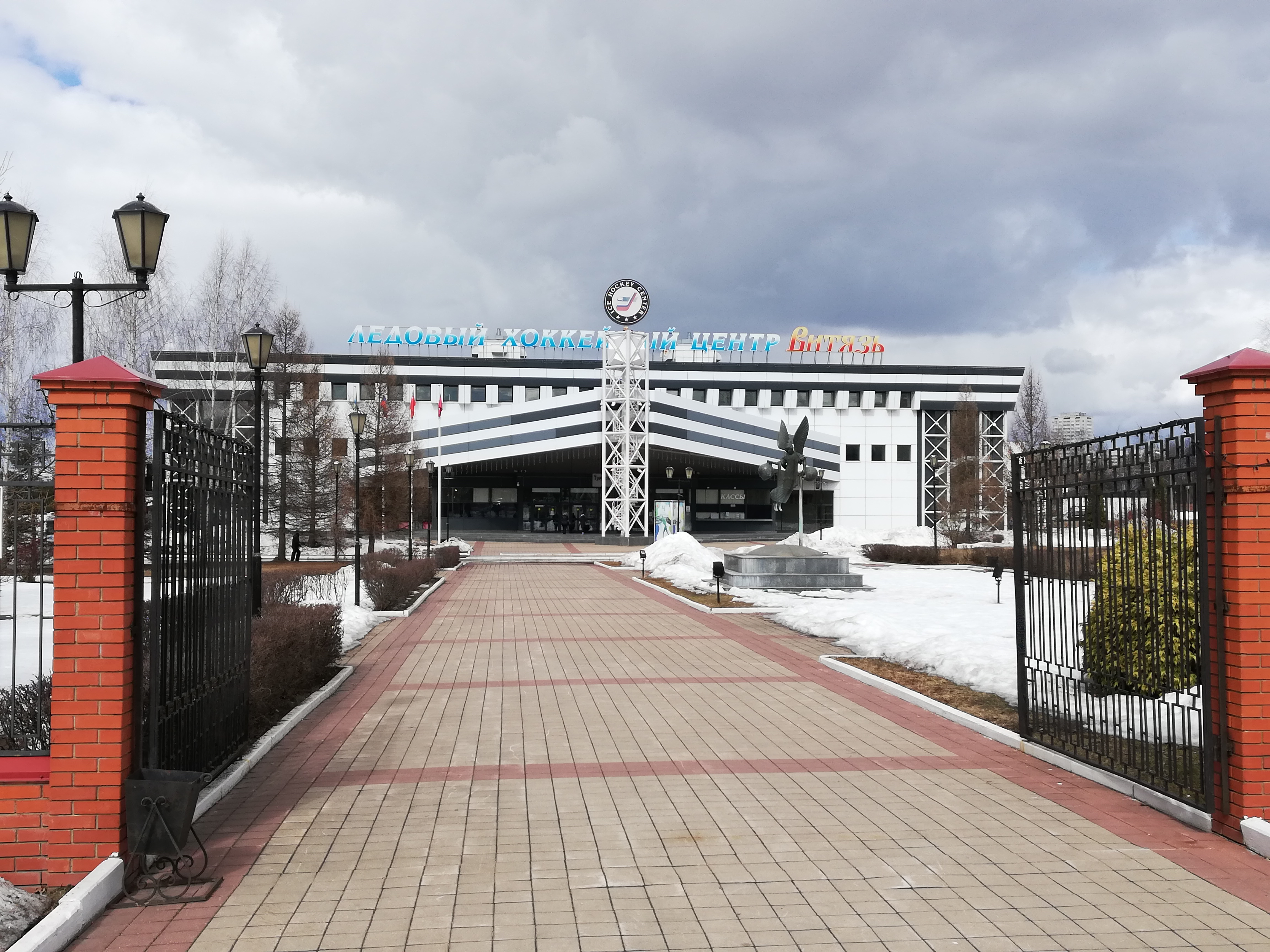
Ледовый хоккейный центр «Витязь»

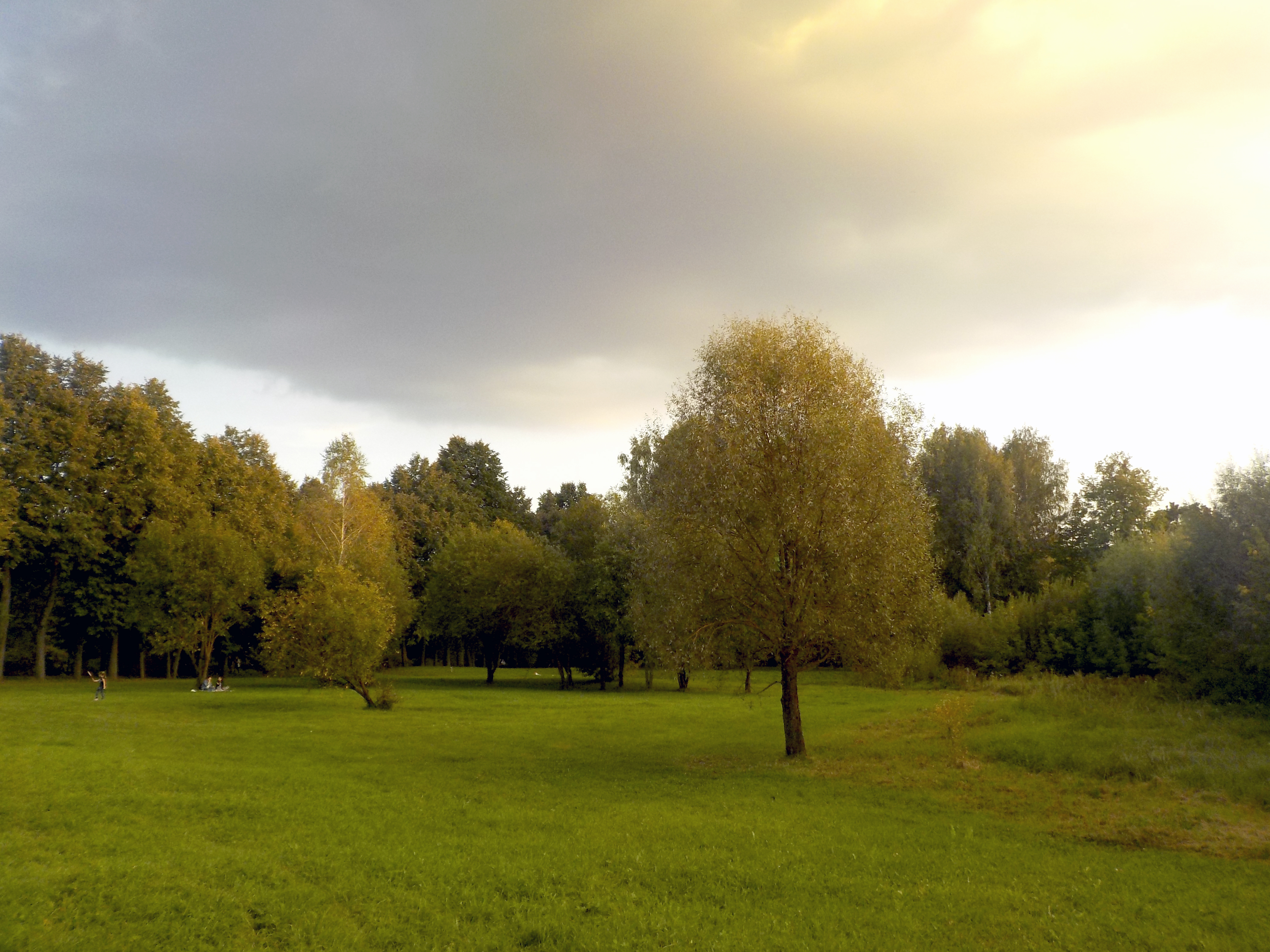
Городской парк культуры и отдыха

- Ледовый хоккейный центр «Витязь» — дом 104.
- Жанровая скульптура «Ангел» в комплексе с фонтаном на территории ледового центра «Витязь» — дом 104. Композиция выполнена скульптором Вячеславом Михайловичем Клыковым (1939—2006).
- Чеховский полиграфический комбинат — улица Полиграфистов, дом 2, строение 1. Комбинат берет свою историю с 1959 года, когда началось строительство, а первая очередь была введена в эксплуатацию 1966 году[2][3]. Вторая очередь строительства была достроена в 1972 году. Предприятие развивалось и выросло в настоящего гиганта полиграфической промышленности Советского Союза. В 1981 году предприятие получило награду в виде ордена Трудового Красного знамени. В настоящее время предприятие модернизировано и оснащено современным высокотехнологичным оборудованием.
- Государственное бюджетное учреждение здравоохранения Московской области «Чеховская областная больница» — дом 85, строение 2. Областная больница ведет свою историю с 29 августа 1957 года, когда был подписан приказ об открытии новой поликлиники на 200 посещений. Медицинское учреждение было построено заводом «Гидростальконструкция» и обслуживало рабочих и членов их семей. 3-х этажный корпус детской поликлиники был построен в 1978 году и рассчитан на 200 посещений в смену. Стоматологическое отделение было открыто на год позднее в 1979 году. В настоящее время Чеховская областная больница это медицинское учреждение с современным оборудованием и возможностями[4].
- Дом купца Юшина — дом 74.
- Бульвар имени Владимира Ильича Ленина — между домами 45-47 и Первомайской улицей.
- Бульвар Антона Павловича Чехова — между улицами Московская, Первомайская, Чехова. На бульваре имеется своеобразное место для влюбленных — скамейка с зонтиком и романтическими надписями.
- Памятник Антону Павловичу Чехову на территории одноимённого бульвара. Автором памятника является известный скульптор Михаил Константинович Аникушин. Аникушин является членом-корреспондентом Академии Художеств СССР и действительным членом Академии Художеств СССР. Памятник Антону Павловичу Чехову представляет собой фигуру писателя на невысоком постаменте. Чехов увековечен в привычном для себя образе — в полный рост, в длинном пальто, в левой руке шляпа, в правой руке трость. Открытие памятника состоялось в 1989 году. Проект изначально был разработан для участия в московском конкурсе на установку памятника писателю. Проект не вышел в финальную стадию и не стал победителем, однако был реализован в городе Чехове.
- Администрация городского округа Чехов — Советская площадь, дом 3[5]. На площади перед зданием администрации города в 2020 году была высажена аллея из дубовых саженцев. Мероприятие проходило в рамках акции «Дубок у дома» в память о представителях журналистской профессии из Лопасни, которые погибли в ходе Великой Отечественной войны[6].
- Бульвар Алексея Михайловича Прокина — между улицами Московская, Чехова и бульваром Воинской Славы.
- Памятник Алексею Михайловичу Прокину на территории одноимённого бульвара. Автором памятника является известный скульптор Вячеслав Михайлович Клыков (1939—2006). Памятник краеведу Чеховской земли, почетному гражданину города Чехова, писателю и историку был открыт 21 августа 2001 года. Бюст-памятник имеет выгравированную надпись «Прокину Алексею Михайловичу от благодарных учеников»[7]. На бульваре Воинской славы рядом с бюстом-памятников Прокину проходят различные торжественные городские мероприятия[8].
- Бульвар Воинской славы — между одноимённым бульваром и Речным тупиком, параллельно улице Чехова.
- Мемориал Великой Отечественной войны на бульваре Воинской славы. Мемориал представляет собой монумент, который выполнен в виде мраморной стеллы, в верхней части которой размещен висящий колокол. Колокол гравирован именами и фамилиями всех героев Советского Союза, родом из города Чехова. Весь монумент размещен на ступенчатом гранитном постаменте.
- Опытный экземпляр танка Т-34 (доставлен из города Курска) на постаменте на Бульваре Воинской славы. Памятник был открыт в 1980 году в торжественной обстановке в честь 35 летнего юбилея победы в Великой Отечественной войне в память о защищавших в 1941 году героях-танкистах.
- Муниципальное бюджетное учреждение культуры (МБУК) «Чеховский городской театр» — дом 40. Начиная с 1917 года здание начало использоваться под театральные цели — здесь размещался народный театр, которым руководил в том числе и Иван Пельтцер — отец знаменитой актрисы Татьяны Пельтцер[9]. С 1936 года в здании размещался районный Дом Культуры, в котором давали спектакли гастролирующие артисты. В современном виде Чеховский городской театр существует с 2005 года. В настоящее время в здании, которое является объектом культурного наследия регионального значения, размещается администрация театра[10].
- Городской парк культуры и отдыха (пересечение улиц Московской и Чехова). В парке много водных объектов — каскад из прудов и пересекающая парк река Лопасня. Парк был создан во второй половине XVIII века (предположительно около 1770 года) на изгибе реки Лопасни, здесь гуляли дети и потомки великого русского поэта Александра Сергеевича Пушкина. В 2018 году было принято решение о проведении реставрационных работ и благоустройства территории Городского парка[11]. Работы проводились в исторической части парка в рамках губернаторской программы «Парки Подмосковья»[12].

## Транспорт
По Московской улице в городе Чехов осуществляется движение общественного транспорта. Здесь проходят автобусные маршруты № 1 К, № 4, № 5 К, № 7 К, № 14 К, № 22, № 23, № 24 К, № 33 К, № 60, № 61, № 365 К, № 1365. Также осуществляется движение маршрутных такси № 2 К, № 22 К, № 51 К.